# Bouchon
Bouchon är en kommun i departementet Somme i regionen Hauts-de-France i norra Frankrike. Kommunen ligger i kantonen Picquigny som tillhör arrondissementet Amiens. År 2022 hade Bouchon 158 invånare.

## Befolkningsutveckling
Antalet invånare i kommunen Bouchon
| Referens: INSEE |